# Belvès
Ne doit pas être confondue avec la commune de Belvès-de-Castillon du département voisin de la Gironde.
Belvès est une ancienne commune française située dans le département de la Dordogne, en région Nouvelle-Aquitaine. De 1790 à 2015, la commune a été le chef-lieu d'un canton.
Elle fait partie de l'association Les Plus Beaux Villages de France.
Au 1er janvier 2016, elle fusionne avec Saint-Amand-de-Belvès pour former la commune nouvelle de Pays de Belvès.

## Géographie

### Généralités

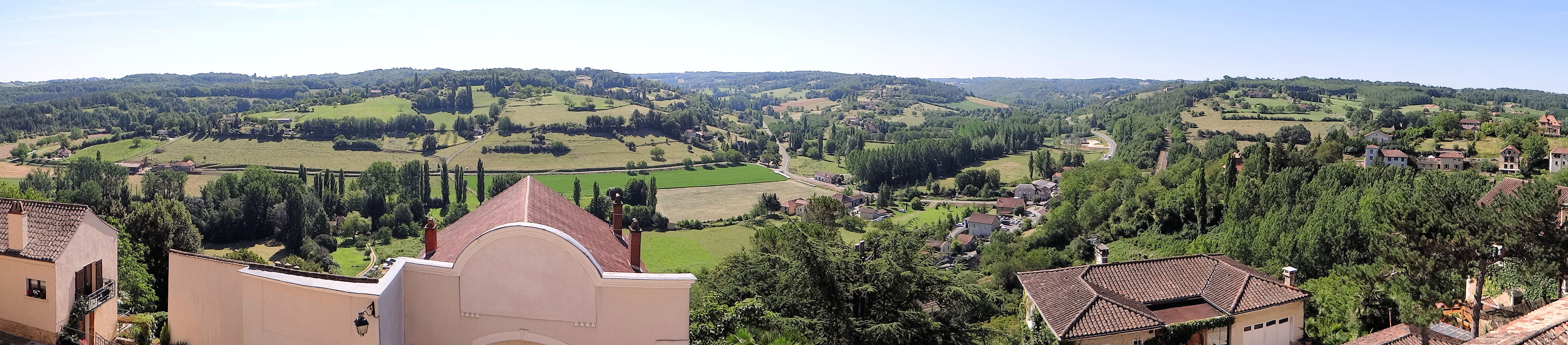
Vue panoramique sur la vallée de la Nauze

Commune située dans le Périgord noir sur la Nauze.
Accès SNCF par la gare de Belvès et par la route départementale 710 (l'ancienne route nationale 710).
Dans la nuit du 22 au 23 juillet 2019, le record de température nocturne pour la Dordogne a été atteint à Belvès, avec 23,7 °C.

### Communes limitrophes
| - OpenStreetMap Limite communale |

En 2015, année précédant la création de la commune nouvelle de Pays de Belvès, Belvès était limitrophe de neuf autres communes.
| Saint-Pardoux-et-Vielvic | Monplaisant | Sagelat, Saint-Amand-de-Belvès |
| Saint-Avit-Rivière       | Belvès      | Larzac                         |
| Saint-Marcory            | Capdrot     | Salles-de-Belvès               |

## Urbanisme

### Prévention des risques
À l'intérieur du département de la Dordogne, un plan de prévention du risque inondation (PPRI) a été approuvé en 2011 pour la Dordogne amont incluant la Nauze et ses rives, donc la zone basse du territoire de Belvès,.

### Villages, hameaux et lieux-dits
Outre le territoire de Fongalop et le bourg de Belvès proprement dit, le territoire se compose d'autres villages ou hameaux, ainsi que de lieux-dits :
- l'Anglade
- Aurissols
- la Balmade
- au Bas de la Côte
- Bel-Air
- la Belle Étoile
- la Borie
- le Bos
- le Bos Rouge
- la Bousquette
- le Bugassou
- Campagnac
- les Cantaysses
- la Cantine
- Capelou
- Casse
- le Chambaud
- Champ Marty
- Combecave
- la Crout
- Faurie
- la Font Barre
- la Font de Brague
- Gauthier
- Grand Castang
- la Grange
- Guiraud
- Janissou
- Joffres
- Jolimont
- Landrou
- Lascaminade
- Lastours
- Limoges
- Loustagne
- Magnanie
- le Maine
- Maison Rouge
- Marcillac
- Marqueyssie
- le Martoulet
- la Moissie
- Monroudier
- la Motte
- le Moulin de Falot
- Mouret
- Palou
- Pascal
- Patouly
- Pech Gaudou
- Pech Sec
- Petit Castang
- Peyssotte
- le Pinier
- la Pique
- les Plaines
- Pomelle
- le Poteau de Bos
- Rivié
- Rouquette
- le Salvan
- Taillefer
- Tourneguil
- Trespouly
- Vaurez
- les Vaysses
- les Vergnes
- Vidal
- le Village
- Vilotte.

Les toponymes de l'ancienne commune associée de Fongalop sont listés dans l'article qui lui est dédié.

## Toponymie
Le nom de la localité est attesté sous la forme Belves en 1095. Deux documents, respectivement de 1351 et 1372 donnent le nom latin de Bellovidere. En occitan, la commune porte le nom de Belvés.
Il s'agit d'une formation toponymique médiévale composée des éléments bellu(m) « beau » et visu(m) « vue », d'où le sens global de « belle vue », formation comparable aux nombreux Bellevue modernes et au nom commun belvedere emprunté à l'italien au XVIe siècle. Homonymie avec les nombreux Belvès-de-Castillon, Belvis, Belbèze , Belvèze occitan. Cependant Ernest Nègre n'inclut pas les Belvès dans cette liste auxquels il ne donne par ailleurs aucune explication.
Selon Albert Dauzat, visum est une mauvaise latinisation de videre (cf. belvedere ci-dessus), dont le composé Bellu(m) vider(e) a donné les Beauvezer, Betbezer occitans et Beauvoir  en langue d’oïl.

## Histoire
Sources : Aperçu de l'histoire de Belvès et Périgord Noir et dans les publications de la Société historique et archéologique du Périgord.

### Des Bellovaques aux Carolingiens (IIIesiècleav. J.-C.-Xesiècle)
Les historiens supposent que c'est vers 250 av. J.-C. que la tribu celte des Bellovaques arrive dans la région. Elle construit sur l'éperon rocheux qui domine la vallée de la Nauze un lieu de refuge et de marché qui est devenu la Civitas Bellovacencis sous l'occupation romaine.[réf. nécessaire]
Le site de Belvès se situe sur le territoire de la civitas gauloise des Pétrocores. Les traces d'occupations gauloises sont ténues, essentiellement toponymiques et numismatiques, et suggèrent l'existence d'un oppidum proche, mais il n'y a aucune trace à Belvès-même d'une agglomération gauloise. Un type de drachme gauloise en argent, la monnaie répertoriée sous la référence S.213 et attribuée aux Pétrocores, est désignée sous le nom de "drachme du type de Belvès". Il a été trouvé peu d'éléments archéologiques de l'époque gallo-romaine. L'église Saint-Victor de Sagelat est construite sur le site d'une villa gallo-romaine.
Les Wisigoths arrivent dans la région à partir de 416. Ils semblent avoir laissé leur nom au site de Pégaudou, Podium Gothorum. Après la bataille de Vouillé, en 507, les Francs de Clovis s'installent dans la région. C'est l'ermite saint Avit, vivant dans la forêt de la Bessède près de Saint-Avit-Sénieur, qui diffuse le christianisme dans la région, entre 530 et 570, et installe les premières paroisses.
En 768, le duc d'Aquitaine Waïfre, ou Gaiffier, pourchassé par Pépin le Bref, s'arrête près d'une fontaine qui prendra son nom en souvenir, Font-Gauffier, avant d'être assassiné par Waratton, le 2 juin 768.
C'est en 830 qu'apparaît Belvès dans les textes. Un monastère a été créé à Montcuq, quelques années plus tôt, le monasterium Belvacense. Ce monastère est détruit en 848 par les Vikings ou Normands. Reconstruit en 853, il est à nouveau détruit et les habitants doivent se réfugier dans la forêt de la Bessède où sont bâtis des donjons sur motte dont la mémoire est conservée dans la topographie.

### Une ville propriété de l'archevêché de Bordeaux
Village aux sept clochers, Belvès est un village fortifié (castrum) datant du XIe siècle. En 1095 est créée l'abbaye de Fongauffier. C'est probablement vers cette date que se construit le castrum de Belvès dont il reste la tour de l'Auditoire et une porte. La légende de la ville indique qu'il était partagé entre sept co-seigneurs, dont un  Aymoin, ou Aymon.
C'est probablement au début du XIIIe siècle que l'archevêque de Bordeaux acquiert une partie de la co-seigneurie. En l'absence de documents sur cette acquisition, Albert Vigié propose de la placer à la suite de la croisade des albigeois. Guillaume Aymoin abandonne, en 1269, par testament sa part de la co-seigneurie à l'archevêque de Bordeaux. L'archevêque de Bordeaux est le seul seigneur temporel de Belvès en franc-alleu pendant plus de 500 ans. Bien que Jean Tarde ait écrit que les terres de Bigarroque, Belvès et Montravel ont été achetées par l'archevêque de Bordeaux Arnaud IV de Canteloup, en 1307,, et unies à la mense épiscopale, il semble à la lecture du Cartulaire de Philiparie (1498) relatif aux droits de l'archevêque de Bordeaux dans les seigneuries de Belvès et Bigarroque, que ce soit l'archevêque de Bordeaux Bertrand de Got qui les ait achetées, son neveu Arnaud IV de Canteloup, archevêque de Bordeaux, ayant complété ces achats en 1307. En 1304, Bertrand de Got visite le Périgord. Il passe par Belvès où il reçoit les hommages de ses vassaux. Il est élu pape sous le nom de Clément V l'année suivante.mk
À partir de 1317, la paroisse de Belvès fait partie du diocèse de Sarlat. L'archevêque de Bordeaux, seigneur de Belvès, est le métropolitain de l'évêque de Sarlat. L'évêque de Sarlat s'est pourtant plaint de l'archevêque de Bordeaux auprès du pape Clément VII car il avait jugé dans des affaires pour lesquelles il n'était pas compétent. En 1437, le roi Charles VII interdit aux évêques de Périgueux et de Sarlat de suivre les ordres de l'archevêque de Bordeaux.
En 1319 est fondé le couvent des Dominicains dans le faubourg de la ville. La communauté de Belvès est représentée par quatre consuls et huit jurats. En 1470, l'archevêque de Bordeaux, Artus de Montauban, renégocie les termes des coutumes avec les habitants et les consuls de la ville.

### Belvès pendant les conflits entre Plantagenêts et Capétiens (XIIe–XVesiècles)
Après le mariage d'Henri Plantagenêt avec Aliénor d'Aquitaine en 1152, l'Aquitaine est placée sous la suzeraineté des Plantagenêts, notamment rois d'Angleterre. Les Cathares s'installent dans la région. Pour les chasser, Simon de Montfort et l'archevêque de Bordeaux interviennent en 1212 et 1214. Une garnison anglaise s'installe à Belvès en 1242. La ville est reprise par le roi de France mais abandonnée par Louis IX. Le traité de Paris de 1259 fait passer le sud du Périgord sous suzeraineté anglaise. Philippe le Bel reprend Belvès en 1295 puis l'abandonne. Les troupes anglaises du comte de Derby occupent Belvès en 1345. La peste frappe la région en 1348. La défaite de Jean II le Bon à la bataille de Poitiers et le traité de Brétigny en 1360 font passer le Périgord dans la mouvance du roi d'Angleterre.
Le roi d'Angleterre confie le gouvernement de ses terres en Aquitaine au Prince Noir. Ses chevauchées certes marquent les esprits mais coûtent cher. En 1367, il convoque les trois États à Angoulême. Ils votent un impôt en 1368 qui n'est pas accepté par le comte d'Armagnac qui en appelle au roi Charles V. La population se soulève. En 1369, Belvès expulse la garnison anglaise et rejoint le soulèvement. Le frère du roi, Louis d'Anjou, prend la tête des troupes et reconquiert les terres cédées au traité de Brétigny entre 1369 et 1372.
En 1412, les Armagnacs signent un traité avec le roi d'Angleterre, Henry V, lui cédant le Périgord. Apparemment une garnison anglaise se trouve déjà à Belvès en 1409, peut-être dès 1405. Les seigneurs locaux profitent de la confusion et changent de parti au gré de leurs intérêts, semant terreur et dévastation. Domme est prise par les Anglais en 1417. Bergerac tombe aux mains des Anglais en 1424.
C'est la mission de Jeanne d'Arc qui fait renaître l'espoir. Le 13 décembre 1429, les Consuls de Périgueux font chanter un messe pour elle. En 1438, Castelnaud et Domme sont repris (la population de Domme est passée de plus de 1 000 habitants à 100). En 1442, la garnison de Belvès se rend aux troupes commandées par le connétable Arthur de Bretagne après un mois de siège. Nouvelle apparition de la peste en 1440. En 1451, la paix est rétablie dans la vallée de la Dordogne. La victoire de Castillon, en 1453, marque la fin de la guerre de Cent Ans.
La région sort de la guerre presque déserte. Seuls Belvès et Palayrac sont encore habités. La nef de l'église Notre-Dame de Montcuq est détruite. La reconstruction est entreprise entre 1460 et 1470, et terminée vers 1490. Le terrier de Belvès signale que la moitié des maisons de la ville sont en ruines en 1462.
Le renouveau est rapide une fois la paix revenue. Les maisons sont restaurées ou construites. Un nouveau marché est créé. Des écoles sont ouvertes à Belvès où on enseigne le latin, le grec, la grammaire, la rhétorique...

### Belvès entre guerres de religion et Croquants (XVIe–XVIIesiècles)
La fin de la guerre de Cent Ans a ouvert un âge d'or pour la construction des châteaux et des hôtels particuliers dans le Périgord. Cependant il reste peu de constructions importantes à Belvès: la reconstruction de la nef de l'église Notre-Dame et l'aménagement de l'hôtel Bontemps.
Les guerres d'Italie mettent une partie de la noblesse locale en contact avec la Renaissance italienne. Elles commencent en 1494 avec Charles VIII et sont poursuivies par Louis XII et François Ier. A proximité de Belvès les témoignages les plus importants en sont le château de Bannes construit après 1510 et le château de Biron qui est modernisé avec la construction de la chapelle. En littérature la Renaissance se manifeste le long de la vallée de la Dordogne avec Michel de Montaigne, avec les Essais, et Étienne de La Boétie, avec le Discours de la servitude volontaire.

#### Guerres de religion
Les traités du Cateau-Cambrésis, en 1559, libèrent la noblesse de la guerre avec l'Espagne. L'opposition entre catholiques et Huguenots devient plus violente. Le massacre de Wassy par les soldats de François de Guise, en 1562, donne le signal de la première guerre de religion. Les troubles ne sont pas encore importants dans la région. le Périgord a été le grand chemin des protestants du midi, du sud-est et du centre de la France. On n'y a pas livré de grandes batailles. Le pays a été le théâtre de combats nombreux favorables souvent aux catholiques. Le passage des armées a conduit à de nombreux brigandages.
On note seulement le passage à Belvès de l'armée, renforcée de troupes espagnoles, commandée par Blaise de Monluc, le 6 octobre 1562, qui franchit la Dordogne à Siorac à la rencontre des protestants commandés par Symphorien de Durfort, sieur de Duras; ceux-ci, après le siège de Sarlat, sont battus à Vergt, le 9 février. Il y a eu plus de 2 000 morts parmi les protestants. Les survivants se vengent le lendemain en tuant 500 catholiques. En 1563, les troupes protestantes de Clermont de Pilles et de la Rivière parcourent la campagne entre Monpazier et Beaumont sur leur route vers Mussidan. Les chroniques de Jean Tarde signalent la famine en mai et juin et une épidémie de peste à l'automne.
Au cours de la deuxième guerre, les protestants s'emparent de Belvès le 26 septembre 1569. Les soldats qui se trouvent dans la tour de l'Auditeur résistent deux jours de plus. Les faubourgs et le couvent sont pillés. Le massacre de la Saint-Barthélemy, en 1572, conduit à l'aggravation de la guerre. De nombreux seigneurs sont protestants, mais la population reste majoritairement catholique. Geoffroy de Vivans (1543-1592), seigneur de Doissat, tue de nombreux habitants de Belvès, le 21 juin 1574, dans une embuscade. En 1575, les protestants s'emparent de Belvès et y installent le culte protestant dans la chapelle du château. Après l'édit de Paix, en 1576, le culte est déplacé dans une maison.
Le 1er janvier 1577, François de Saint-Ours, seigneur de La Bourlie, protestant, s'empare de la ville en se faisant passer pour un catholique. Les catholiques s'étant retranchés dans l'église Notre-Dame, Geoffroy de Vivans les assiège et les attaque avec des mantelets qui protègent les soldats attaquant l'église. Les assiégés finissent par se rendre mais ils sont alors massacrés. La même année, une trêve rend la ville aux catholiques. Henri de Navarre passe au manoir de Pech Godou situé au sud de la commune. Il y est reçu par Anet de Commarque, les 13 et 14 juillet 1577. En 1580, les hostilités reprennent. Le capitaine catholique Lamaurie occupe la ville et résiste à deux sièges mais ses troupes pillent la ville.
Après l'assassinat d'Henri III, en 1589, Henri de Navarre devient roi de France. Le 7 mars 1591, Sarlat prend le parti de la Ligue catholique. Le siège du Sénéchal est transféré à Belvès par arrêt du parlement de Bordeaux. La ville de Sarlat ayant fait sa soumission au roi, le sénéchal quitte Belvès le 23 avril 1594, deux mois après le sacre d'Henri IV.

#### Première jacquerie des croquants
Pour obtenir le ralliement des dirigeants les plus importants de la Ligue, le roi leur verse des sommes très importantes. Mais pour remplir le trésor royal vidé par les guerres, les impôts sont considérablement augmentés. Après avoir connu les destructions des guerres de religion, les paysans doivent supporter ces impôts qui augmentent leur misère.
Des lettres circulent de village en village: "... On a vu le plat pays ruiné complètement par les soldats et les brigands et les pauvres laboureurs après avoir souffert par tant de fois les logis des gens d'armes d'un et d'autre parti, réduits à la famine, vu forcer femmes et filles, prendre leurs bœufs, et fait délaisser les terres incultes, et ont fait mourir de faim une infinité dans les prisons pour ne pouvoir payer les grandes tailles et subsides que l'un et l'autre parti les ont contraint de payer ...", signé: "Vos bons amis, les compagnons et serviteurs, les Tard advisés".
Cette misère provoque le premier soulèvement des paysans: on leur donne le nom de « croquants ». Le 23 avril 1594, près de sept à huit mille paysans se retrouvent dans la forêt d'Abjac. Le roi tente d'apaiser le conflit. La jacquerie s'étend en février 1595 et la paysannerie proche de Belvès y participe. Des châteaux sont pillés. Le sénéchal de Périgord en appelle à la noblesse qui décide de combattre les croquants. Ils sont sévèrement battus près de Saint-Crépin le 26 août. Des discussions ont lieu au cours d'une assemblée à Siorac, ils décident de rendre les armes. Le roi accorde en 1596 la remise des arriérés des tailles et subsides. Une nouvelle poussée de révolte se produit en août 1597, avec une assemblée à La Trappe, mais elle échoue. Jean Tarde (1562-1636), chroniqueur et vicaire général de l'évêque de Sarlat, écrit "Après ce combat, ils se refroidirent, se divisèrent et se ruinèrent et s'en retournèrent au labourage".

#### Seconde et troisième jacqueries des croquants
La seconde jacquerie des croquants a eu plusieurs causes:
- une modification des prix avec un écart important entre le prix payé aux producteurs et le prix de vente aux consommateurs,
- une augmentation de la charge fiscale pour financer les guerres car le royaume de France est entré dans la guerre de Trente Ans en 1635 et l'armée passe de 65 000 à 150 000 hommes.

Le 27 mars 1636 commence la seconde jacquerie. Cette révolte se produit autour de la forêt de la Bessède, entre mars et juillet 1637, sous la direction d'un tisserand natif de Capdrot, Buffarot. Il est capturé par Pierre de Molinier, gentilhomme de Monpazier, et roué vif le 6 août 1637 sur la place centrale de Monpazier. Sa tête est exposée sur la place de la halle de Belvès.
Une nouvelle révolte de croquants se produit en 1639. Elle est durement réprimée par Charles d'Escoubleau (1588-1666), marquis de Sourdis et d'Alluye, le 7 juillet 1640.

### Belvès à l'époque moderne
Belvès est chef-lieu de district de 1790 à 1795 et chef-lieu de canton de 1790 à 2015. La ligne de chemin de fer Périgueux-Agen est ouverte en 1863 et Belvès est desservie par une gare.
La première rafle contre les Juifs dans le département de la Dordogne commence le 26 août 1942 à Belvès, puis au Bugue et à Brantôme. Au total, 329 personnes sont arrêtées. À partir de 1942 se constituent les premiers maquis dans la forêt de la Bessède.
En 1973, l'ancienne commune de Fongalop fusionne avec Belvès. De 1973 à 2015, Fongalop conserve le statut de commune associée et, à ce titre, élit un maire délégué qui siège obligatoirement au conseil municipal de Belvès.
Au 1er janvier 2016, Belvès fusionne avec Saint-Amand-de-Belvès pour former la commune nouvelle de Pays de Belvès dont la création a été entérinée par l'arrêté du 21 décembre 2015, entraînant la transformation des deux anciennes communes en communes déléguées. Lors de cette création, Fongalop perd son statut de commune associée.

## Politique et administration

### Rattachements administratifs et électoraux
Dès 1790, la commune a été rattachée au canton de Belvès qui dépendait du district de Belvès jusqu'en 1795, date de suppression des districts. Le canton de Belvès est ensuite rattaché en 1800 à l'arrondissement de Sarlat (devenu l'arrondissement de Sarlat-la-Canéda en 1965).
Dans le cadre de la réforme de 2014 définie par le décret du 21 février 2014, ce canton disparaît aux élections départementales de mars 2015. La commune est alors rattachée au canton de la Vallée Dordogne, dont le territoire dépend toujours de l'arrondissement de Sarlat-la-Canéda.

### Intercommunalité
Fin 2000, Belvès intègre dès sa création la communauté de communes Entre Nauze et Bessède. Celle-ci est dissoute au 31 décembre 2013 et remplacée au 1er janvier 2014 par la communauté de communes Vallée de la Dordogne et Forêt Bessède.

### Administration municipale
La population de la commune étant comprise entre 500 et 1 499 habitants au recensement de 2011, quinze conseillers municipaux ont été élus en 2014,. Ceux-ci sont membres d'office du  conseil municipal de la commune nouvelle de Pays de Belvès, jusqu'au renouvellement des conseils municipaux français de 2020.

### Liste des maires
L'office de maire est créé par l'édit du 27 août 1692, mais disparaît en 1718.
Il est rétabli par l'édit de novembre 1771, enregistré à Belvès le 19 juillet 1772. Le brevet de nomination est daté du 15 janvier 1774. Il est reçu à Belvès le 6 février et la nouvelle municipalité prête serment le 9 février.

## Population et société

### Démographie
Les habitants de Belvès se nomment les Belvésois.
Le 1er janvier 1973, Belvès fusionne avec Fongalop qui prend le statut de commune associée.

#### Démographie de Belvès
En 2015, dernière année en tant que commune indépendante, Belvès comptait 1 339 habitants. À partir du XXIe siècle, les recensements des communes de moins de 10 000 habitants ont lieu tous les cinq ans (2004, 2009, 2014 pour Belvès). Depuis 2006, les autres dates correspondent à des estimations légales.
Au 1er janvier 2022, la commune déléguée de Belvès compte 1 204 habitants.
| 1793  | 1800  | 1806  | 1821  | 1831  | 1836  | 1841  | 1846  | 1851  |
| ----- | ----- | ----- | ----- | ----- | ----- | ----- | ----- | ----- |
| 1 798 | 2 099 | 2 181 | 1 944 | 2 263 | 2 513 | 2 529 | 2 400 | 2 508 |

| 1856  | 1861  | 1866  | 1872  | 1876  | 1881  | 1886  | 1891  | 1896  |
| ----- | ----- | ----- | ----- | ----- | ----- | ----- | ----- | ----- |
| 2 473 | 2 392 | 2 517 | 2 368 | 2 386 | 2 277 | 2 242 | 2 182 | 1 988 |

| 1901  | 1906  | 1911  | 1921  | 1926  | 1931  | 1936  | 1946  | 1954  |
| ----- | ----- | ----- | ----- | ----- | ----- | ----- | ----- | ----- |
| 1 909 | 1 863 | 1 807 | 1 609 | 1 642 | 1 680 | 1 656 | 1 636 | 1 787 |

| 1962  | 1968  | 1975  | 1982  | 1990  | 1999  | 2004  | 2009  | 2014  |
| ----- | ----- | ----- | ----- | ----- | ----- | ----- | ----- | ----- |
| 1 572 | 1 630 | 1 623 | 1 581 | 1 553 | 1 431 | 1 483 | 1 432 | 1 348 |

| 2015  | - | - | - | - | - | - | - | - |
| ----- | - | - | - | - | - | - | - | - |
| 1 339 | - | - | - | - | - | - | - | - |

### Santé
La commune compte depuis 2011 une maison de santé rurale qui regroupe en 2012 treize professionnels : trois médecins généralistes, quatre infirmiers, trois kinésithérapeutes, un ophtalmologue, un podologue et une diététicienne.

### Sports
En rugby à XV, le Stade belvésois est engagé en championnat de France de Fédérale 2 pour la saison 2021-2022.

### Manifestations culturelles et festivités
- En avril, une course d'ultrafond rassemble des coureurs sur 50 et 100 km. En 2013, avec des coureurs de 19 nationalités, la 37e édition des « 100 km de Belvès » (ou « 100 km du Périgord noir ») sert de support aux championnats d'Europe et de France de la discipline[37]. En 2018, la course de Belvès sert à nouveau de support au championnat de France, les courses de 100 km étant devenues rarissimes sur le territoire national (outre celle de Belvès, il n'en subsiste plus que deux autres à Millau et Steenwerck)[38]. En 2019, la 43e édition a vu arriver 252 participants dans le délai de 16 heures[39]. La 44e édition en avril 2022, qui a servi pour la 8e fois de support au championnat de France de la discipline[40], devrait être la dernière, faute d'organisateurs et de bénévoles en nombre suffisant[41].
- Brocante le 1er dimanche de juillet.
- De fin juillet à mi-août, festival Bach (25e édition en 2025 avec quatre concerts)[42].
- Fête médiévale, un dimanche de début août (25e édition en 2023)[43].
- Meeting aérien, le 15 août de chaque année depuis 1913[44].
- Capelou :
  - procession chaque 14 août, au soir ;
  - semaine de pèlerinage chaque année entre le 8 et le 15 septembre (Nativité de la Vierge et fête de Notre-Dame des sept douleurs) ; environ un millier de pèlerins en 2019[45].

## Économie
Les données économiques de Belvès sont incluses dans celles de la commune nouvelle de Pays de Belvès.

## Culture locale et patrimoine

### Lieux et monuments

#### Villages et lieux-dits

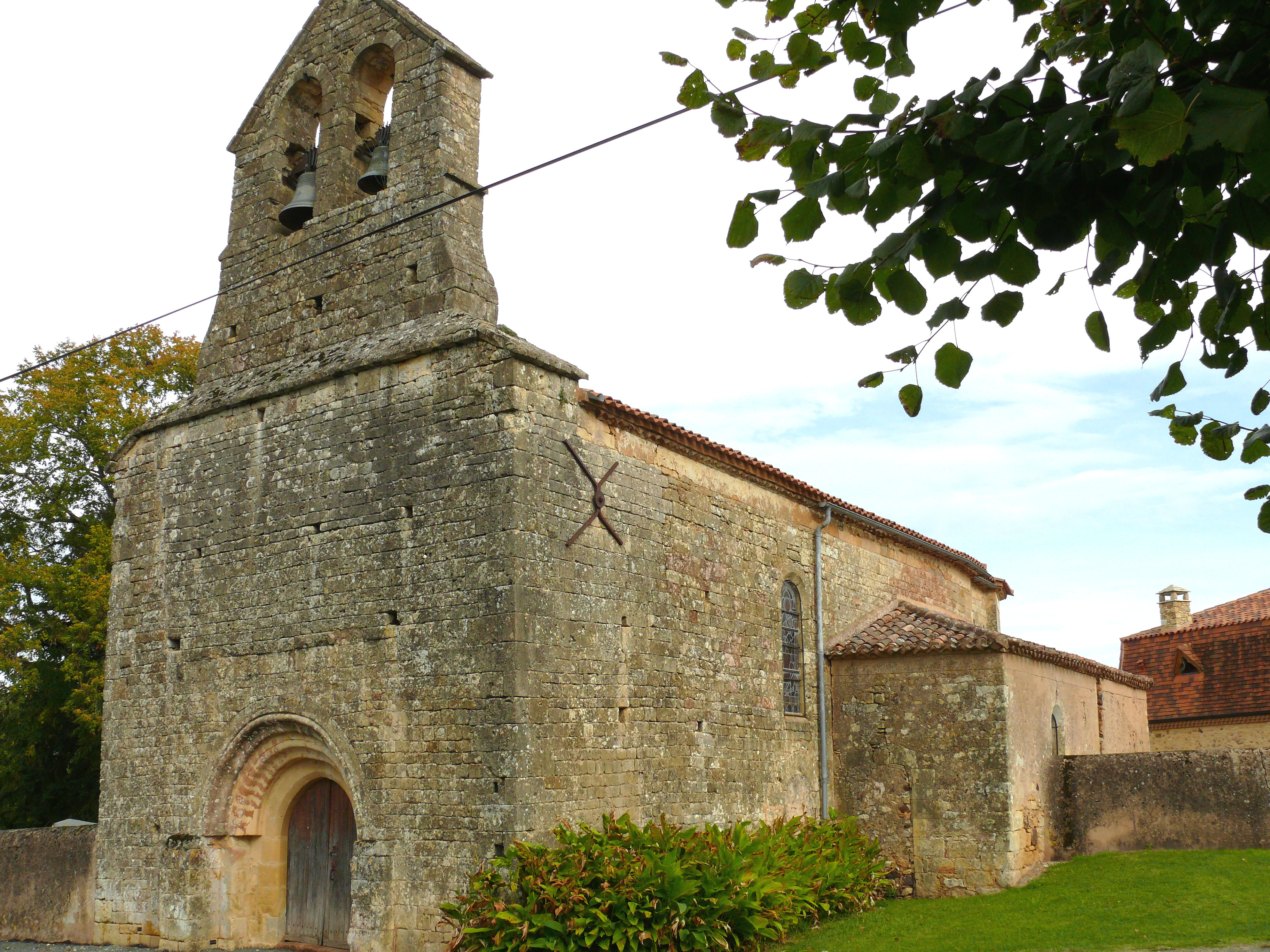
L'église de Fongalop.

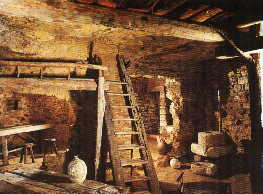
Vue des habitations troglodytes de Belvès.

- Fongalop
- Pech Gaudou

#### Monuments
- Habitations troglodytiques souterraines occupées par les manants du XIIIe siècle au XVIIIe siècle[46],[47].
- Château de Belvès, ou hôtel de Commarque, XVIe siècle, classé, au 43-45 rue Jacques-Manchotte. Des peintures murales de la deuxième moitié du XVe siècle y ont été découvertes en 2003[48].
- Église Notre-Dame-de-l'Assomption ou Notre-Dame de Montcuq[49] : église, classée en 1999. Édifiée sur l'emplacement d'un ancien monastère bénédictin qui existait dès 830. L'église gothique actuelle comporte un narthex supportant le clocher datant du XVe siècle. Le chœur et les chapelles latérales datent du XIIIe siècle. Cette église abrite de grandes orgues.
- Une très belle maison de style néogothique construite en 1882 par les parents d'André Dejean de Fonroque[50], maire de Belvès entre 1904 et 1942. Jean-Abel Dejean de Fonroque, marié à Marie-Honorine Caillouët, a été chef des services comptables de la Compagnie du Canal de Suez. En hommage au seigneur de la ville devenu pape, le propriétaire a fait sculpter les armoiries et les emblèmes pontificaux. Un vitrail représente le pape Clément V.
- Le beffroi date du XIe siècle et a été surélevé d'un clocher au XVe siècle.
- La tour de l'Archevêque était le lieu d'habitation du seigneur de Belvès Bertrand de Goth sacré pape Clément V en 1305.
- La tour de l'Auditoire, ou de l'Auditeur, est un ancien donjon du XIe siècle. Celle-ci a été recouverte au XVIe siècle pour en faire un pigeonnier.
- La tour du Guet édifiée au XIIIe siècle.
- La halle du XVe siècle qui a ensuite été agrandie au XVIe siècle. Celle-ci repose sur 23 piliers. Sur l'un d'entre eux, aux extérieurs, on retrouve les vestiges de l'ancien pilori qui servait à punir les malfrats.
- La maison des Consuls du XIe siècle dans laquelle se trouve aujourd'hui l'office de tourisme[51].
- Le couvent des Frères Prêcheurs, fondé en 1321, dans lequel est installée la mairie. Il reste le clocher de l'église, aussi appelé « tour de la Mairie » sur la place de la Croix des Frères.
- Le viaduc ferroviaire de Vaurez sur la ligne de chemin de fer Périgueux - Agen, ouverte en 1863.

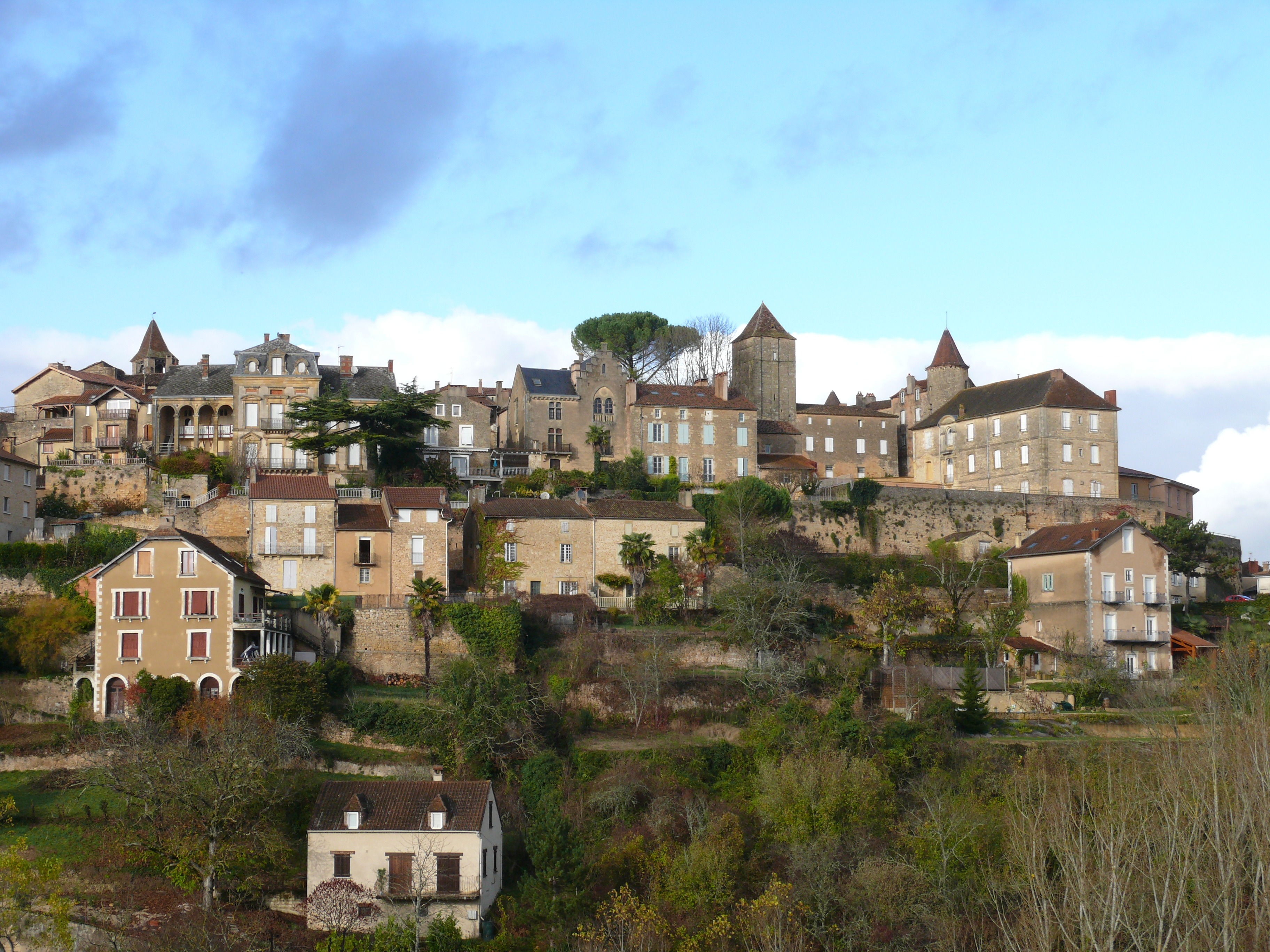
Belvès - Vue générale
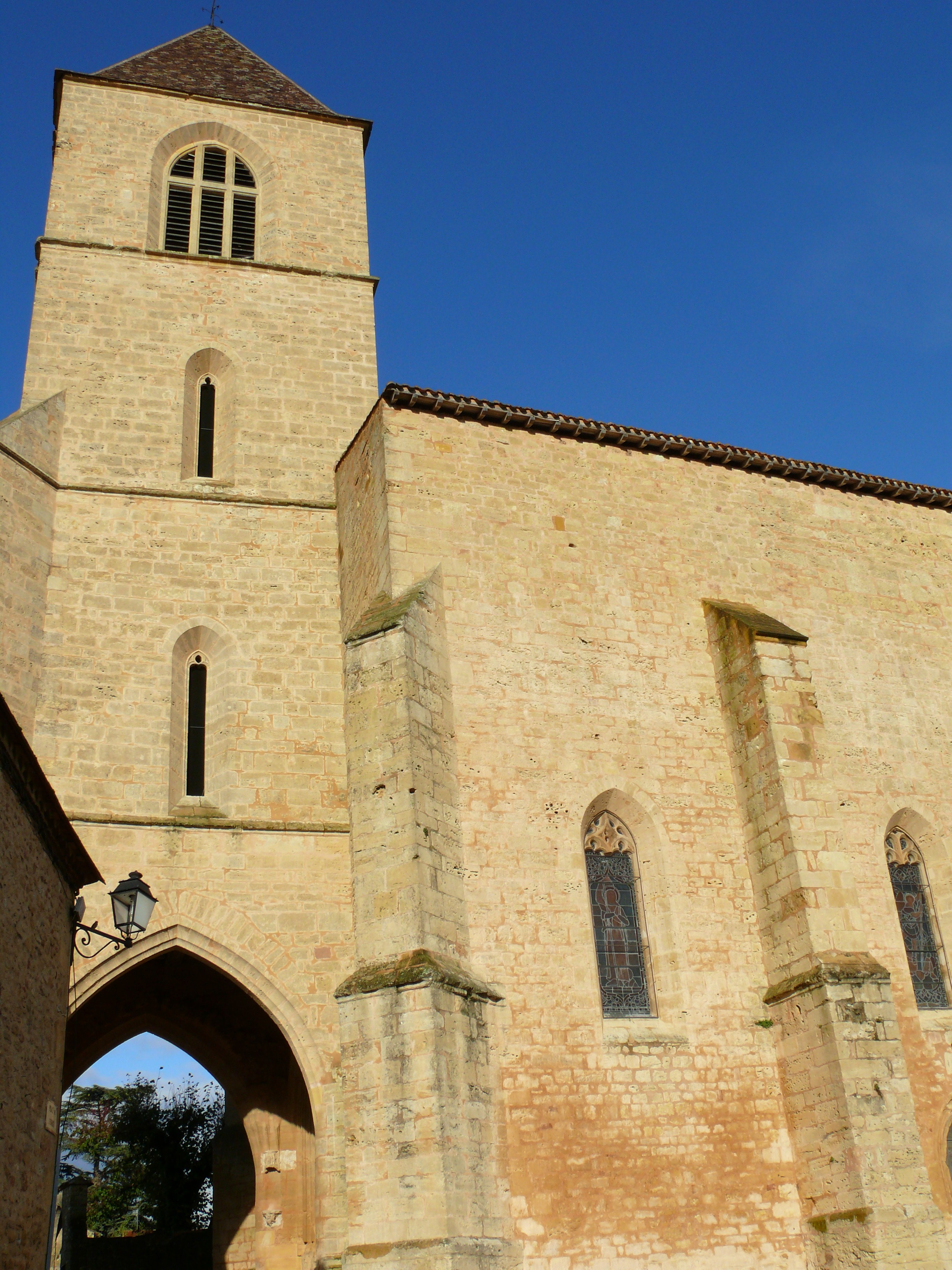
Église Notre-Dame-de-l'Assomption - Clocher-porche
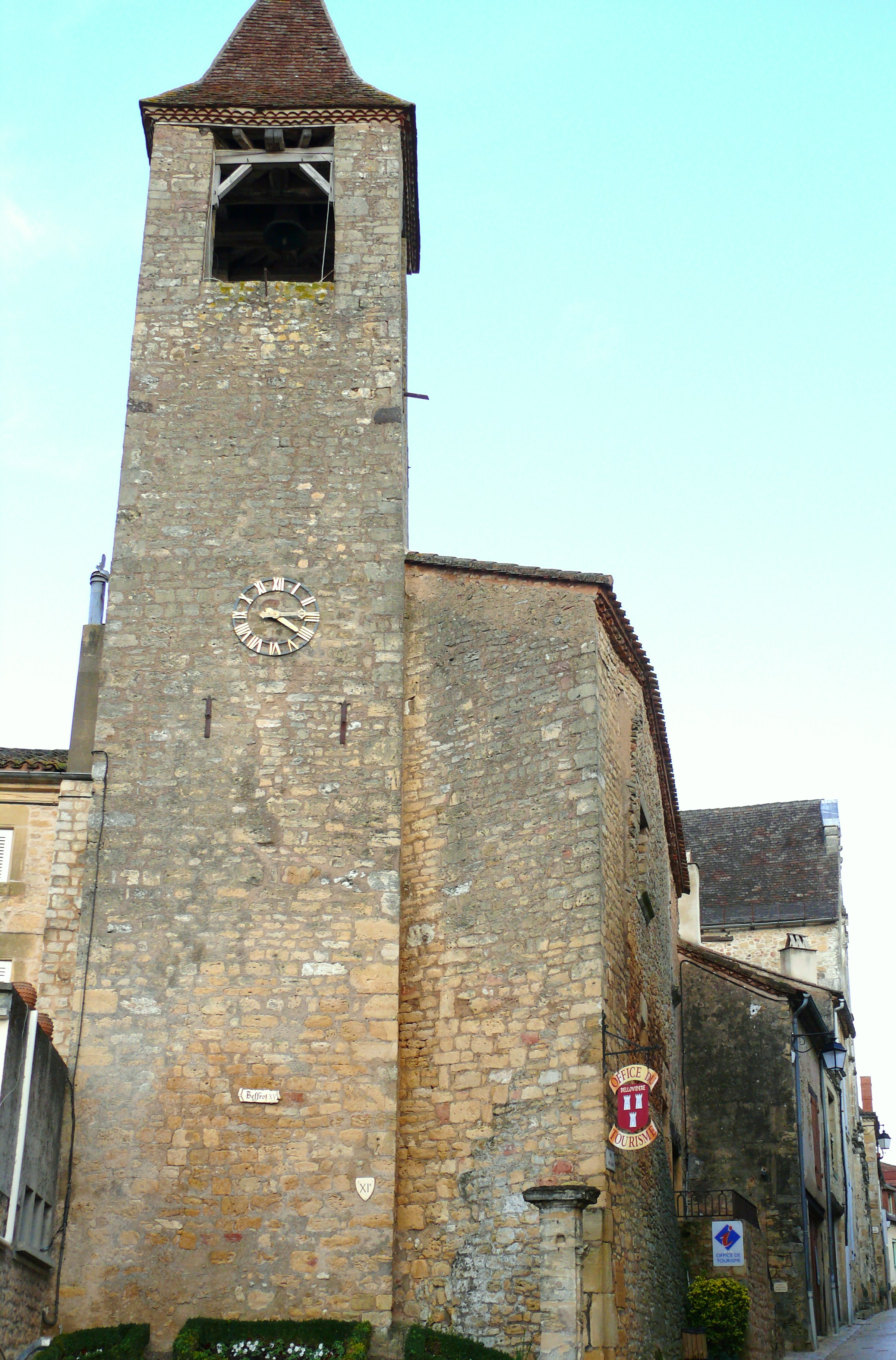
Tour des Filhols (office du tourisme) - XIe siècle. Le beffroi a été aménagé en 1450 et abrite la cloche municipale dite "cloche des Consuls" datant de 1679
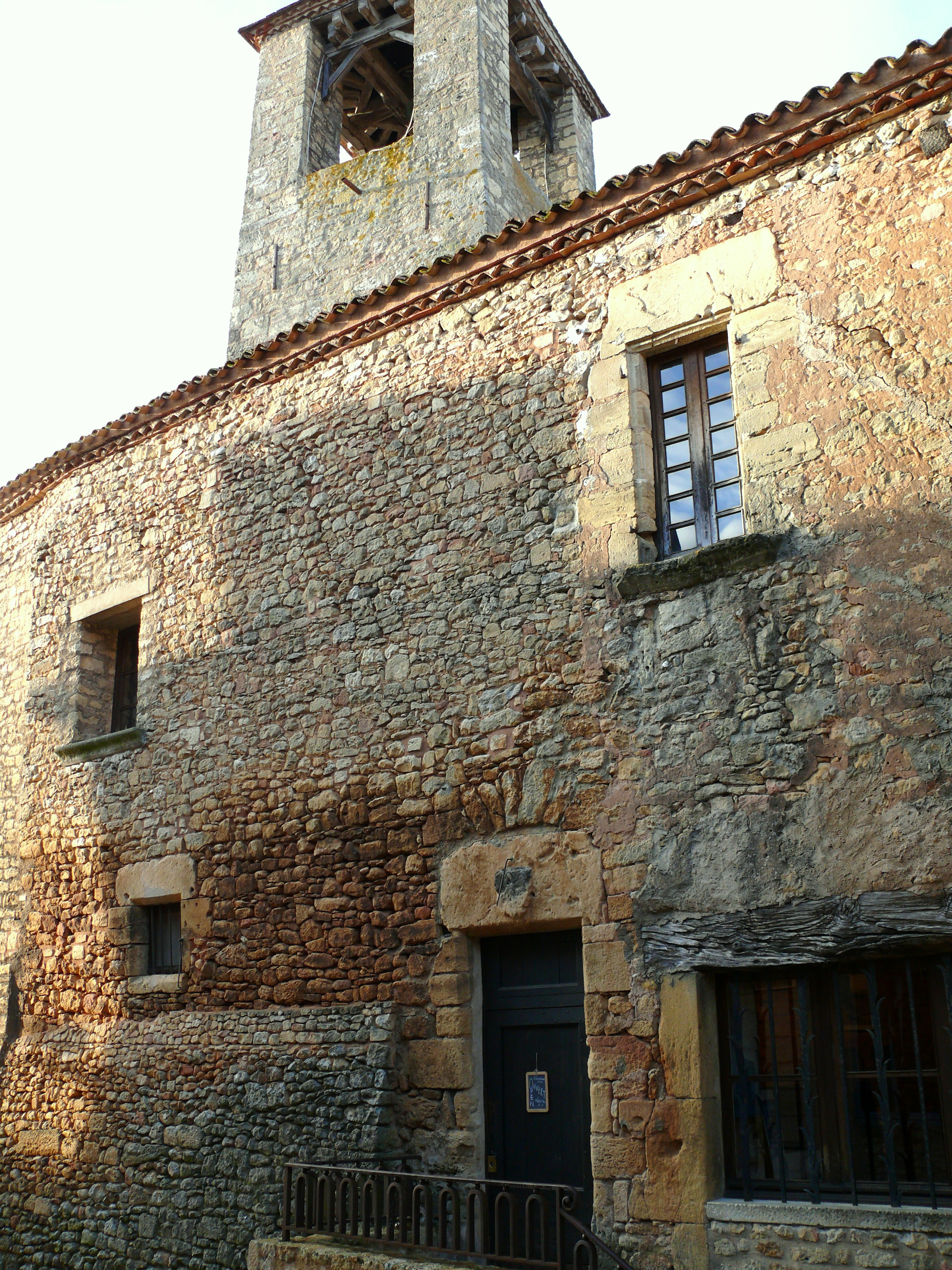
Maison des Consuls XVe et XVIe siècles, actuel siège de l'Office de tourisme et tour des Filhols
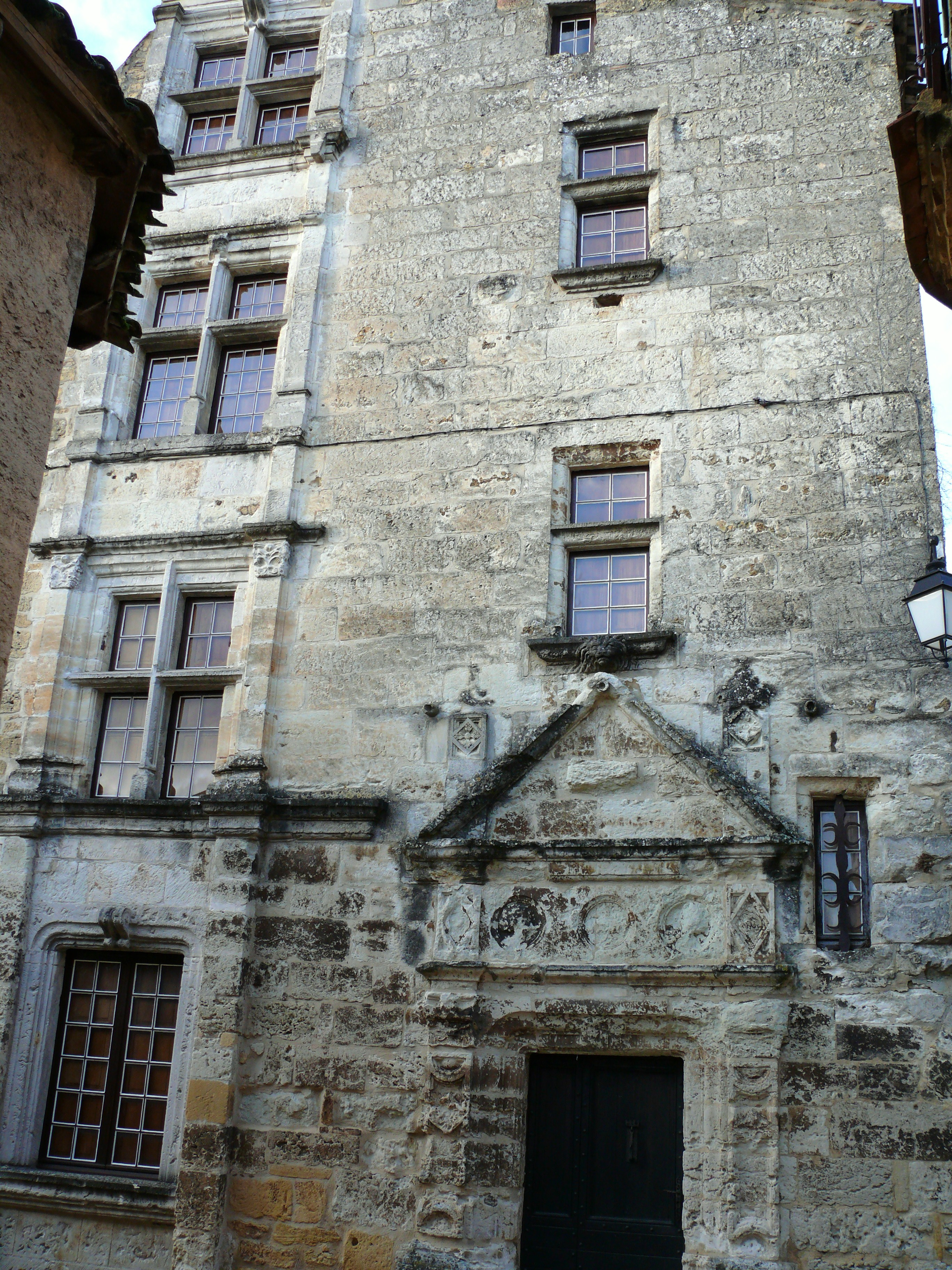
Hôtel Bontemps, maison noble du XIIe siècle sur laquelle a été plaquée en 1520 une façade de style Renaissance. Pendant la guerre de Cent Ans, la maison a été occupée par un Anglais appelé Thomas Bontemps
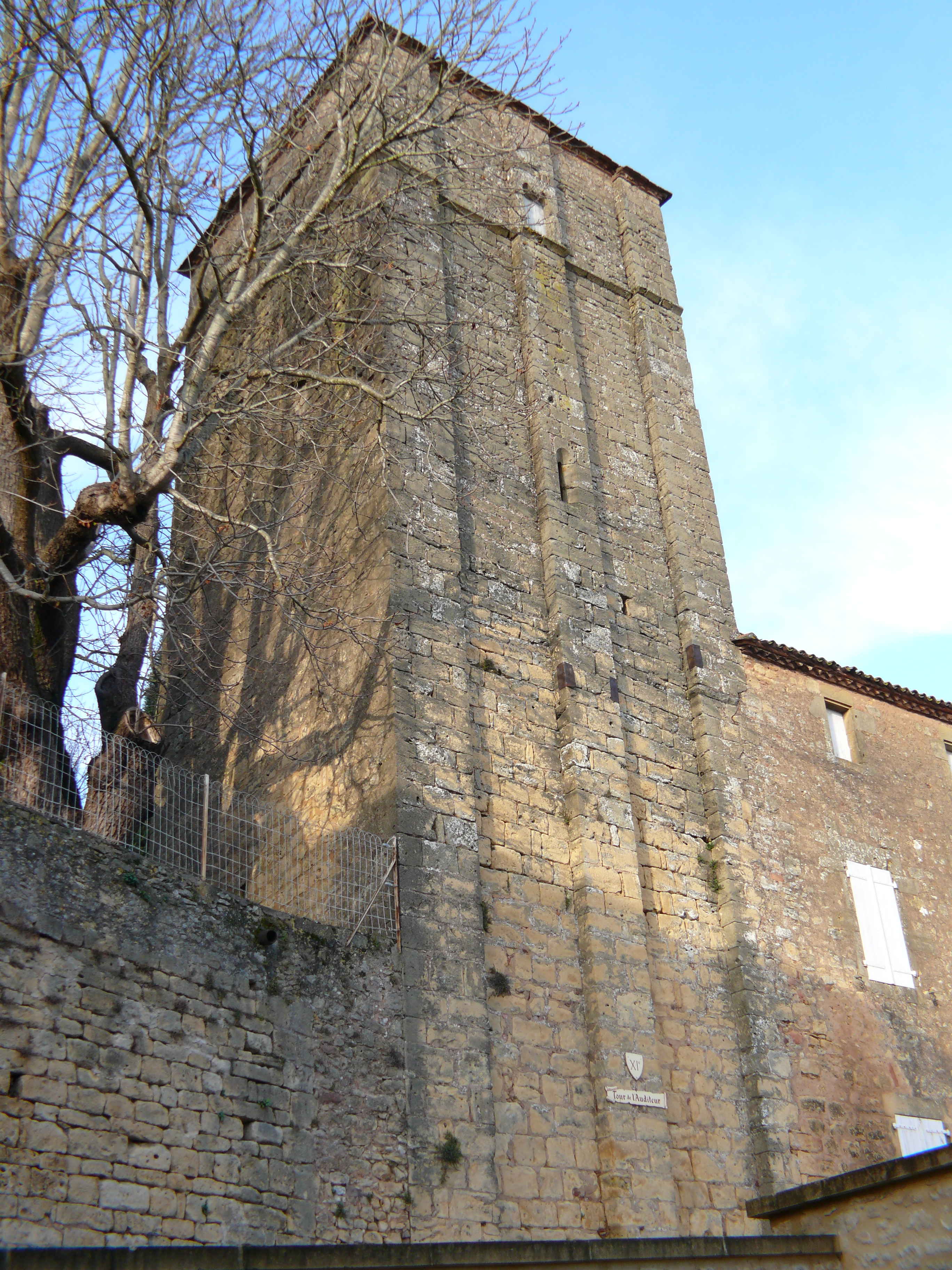
Tour de l'Auditeur (XIe siècle)
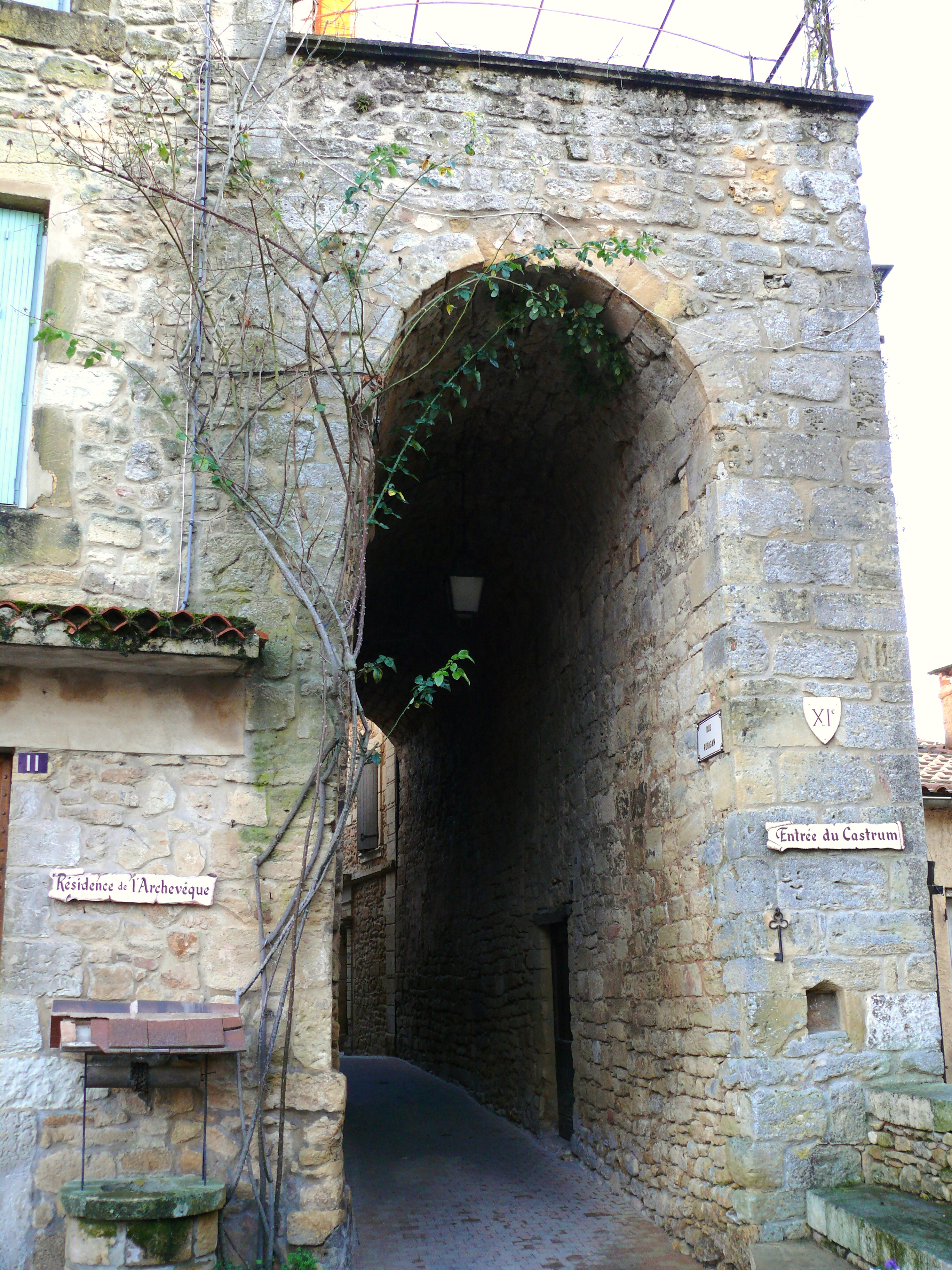
Entrée du castrum (XIe siècle) à côté de l'emplacement de la résidence de l'archevêque
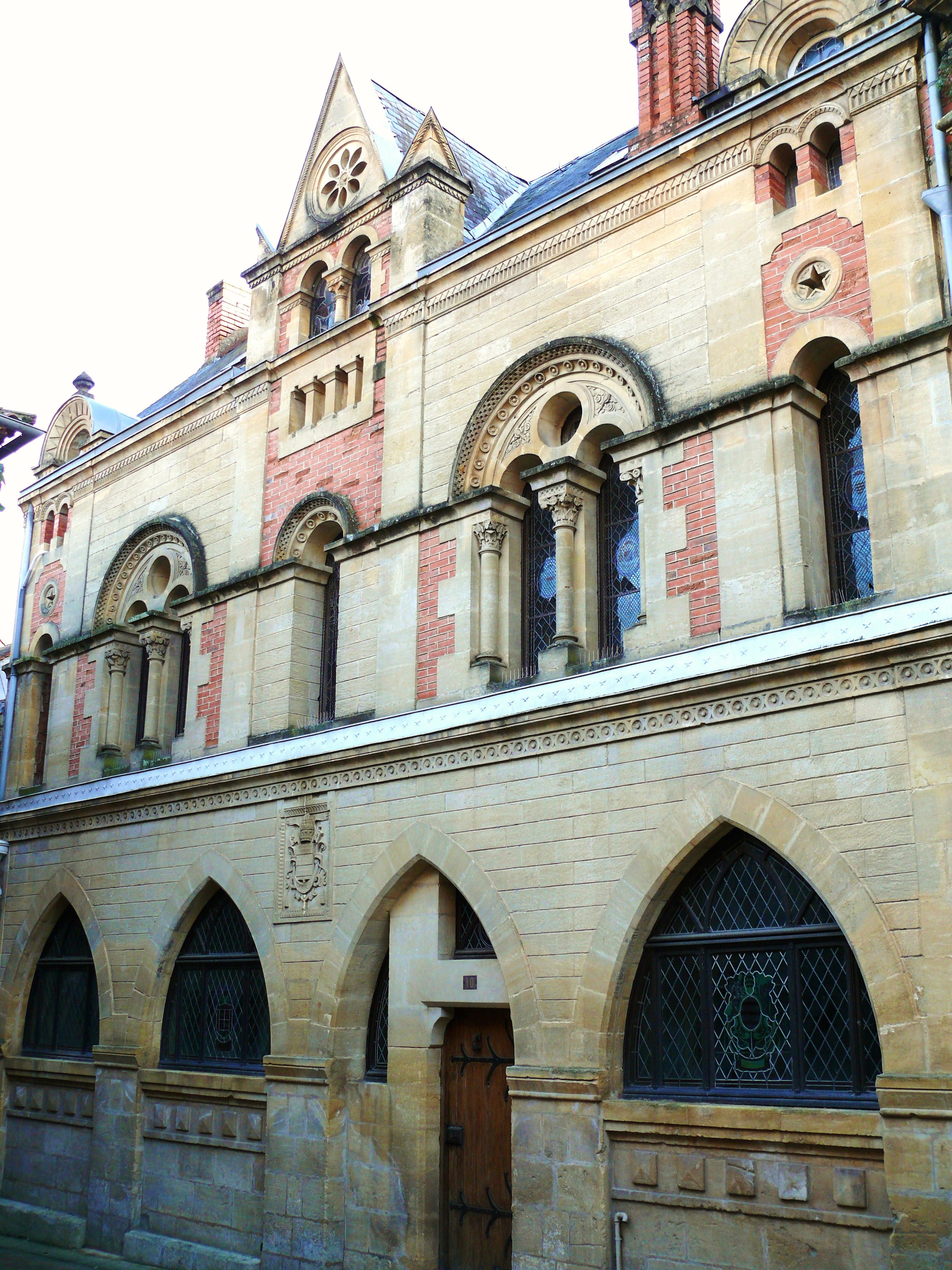
Maison néogothique (1882)
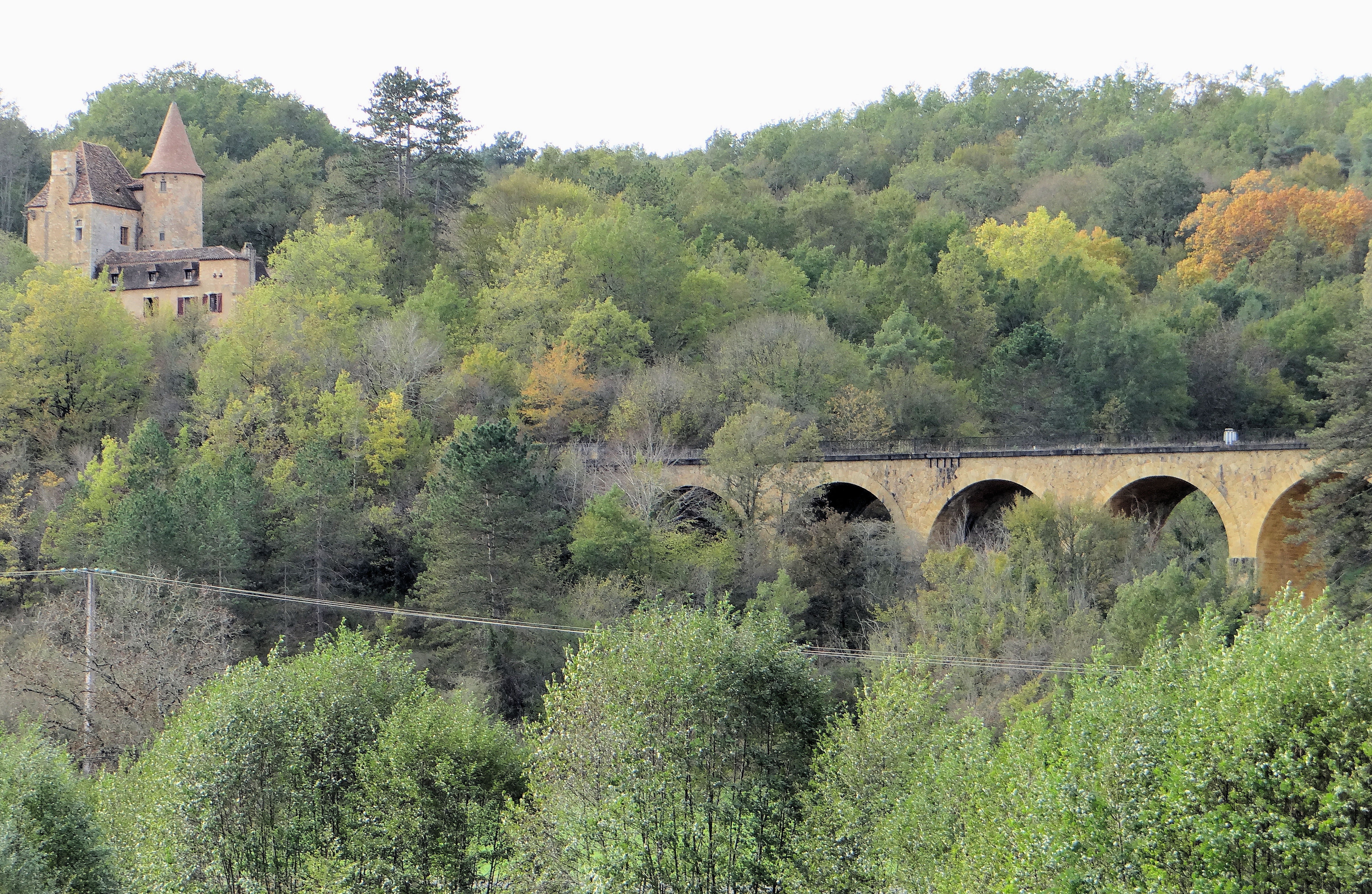
Le manoir de Pech Godou et un viaduc de la ligne de chemin de fer reliant Périgueux à Agen

- Chapelle Notre-Dame de Capelou : la chapelle, reconstruite entre 1860 et 1873, est un lieu de pèlerinage important et ancien pour les diocèses de Périgueux et d'Agen.
- Manoir de Pech Gaudou[53] : ce manoir a été construit à partir du XIIe siècle et a été modifié du XIVe au XIXe siècle. Au XVIe siècle, il appartenait à la famille de Commarque qui a combattu du côté protestant. Henri de Navarre y a été reçu par Anet de Commarque en 1577.
- Église de Fongalop

### Patrimoine urbain
Le village de Belvès incluant une zone au sud-ouest de celui-ci — allant jusqu'à Petit Castang et le Pinier — forme, sur 243 hectares, un site inscrit depuis 1969 pour son intérêt pittoresque.

### Patrimoine naturel
Au nord-est du territoire, les coteaux calcaires qui bordent la Nauze à l'est font partie d'une zone naturelle d'intérêt écologique, faunistique et floristique (ZNIEFF) de type I,.

### Personnalités liées à la commune

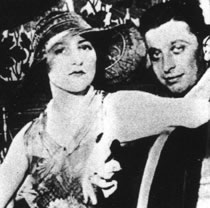
Youki Foujita-Desnos et Robert Desnos en 1933.

- Paul Crampel (1864-1891), explorateur, a passé une partie de son enfance à Belvès.
- Jules Alphonse Deturck, dit Julien Deturck (1862-1941), graveur en taille-douce né à Bailleul, deuxième second grand prix de Rome de gravure en taille-douce en 1888, possédait une maison, au no 14 rue Rubigan, où il est mort le 18 décembre 1941[57],[58].
- Youki Foujita-Desnos (1903-1966), née Lucie Badoud, reine de Montparnasse et célèbre modèle des Années folles, est enterrée à Belvès dans le caveau de la famille Vigier-Espinouse.
- André Jorrand (1921-2007), compositeur, organiste et magistrat, est décédé à Belvès.
- Jacques Rispal (1923-1986), né à Belvès, est un acteur français.
- Antoine-Auguste Tracou (1857-1937) : vice-amiral français, né à Belvès.
- François Roussely (1945-2023), haut fonctionnaire français, né à Belvès.

### Héraldique
| Armes de Belvès | Les armes de Belvès se blasonnent ainsi : « De gueules à la tour d'argent accostée de deux autres tours du même plus petites, le tout maçonné de sable. » |

Le conseil municipal de Belvès, le 28 août 2014, sur proposition de Christian Léothier, maire, a adopté, à l'unanimité, In medias res, comme devise pour la commune.
Cette locution latine fut déjà proposée, lors de la mandature précédente, en 2011, par J-Pierre Lavialle, pour donner à la cité une devise adéquate pour la félibrée. À l'époque les élus sont restés indifférents et In medias res  resta en jachère.
La figure de rhétorique In medias res, du latin, signifie littéralement "au milieu des choses".
L'expression serait empruntée à Horace, dans son Art poétique (148). L'épopée a recours couramment au procédé, dans un but rhétorique.
Belvès, sauf un revirement politique hautement improbable, va être dépossédé de son rang de chef-lieu de canton. La figure de rhétorique In medias res s'emparant des retournements de l'histoire pourrait, dans les vicissitudes des trames "politiciennes", faire figure de résistance.